# AG für Akkumulatoren- und Automobilbau
AG für Akkumulatoren- und Automobilbau ở Berlin-Wedding, Ofenerstrasse, do Alex Fischer thành lập, đã chế tạo ô tô chạy bằng điện với thương hiệu AAA từ năm 1919 đến năm 1922.

## Lịch sử
Từ năm 1922, xe điện được đặt tên thương hiệu là Elektric. Cũng trong năm đó, công ty bắt đầu sản xuất ô tô cỡ nhỏ với động cơ xăng. Chúng đã được bán dưới tên Alfi.
Nhà máy được thành lập vào năm 1919 với tên gọi Automobil- und Akkumulatorenbau GmbH für elektrische Fahrzeuge. Năm 1920, tên được đổi thành Auto- und Akkumulatorenfabrik Aktiengesellschaft (AAA), được giữ cho đến năm 1922.
Nhà máy sản xuất xe thương mại cho xe điện, tồn tại cho đến năm 1925, được tiếp tục hoạt động từ năm 1922 dưới tên công ty Aktiengesellschaft für Akkumulatoren- und Automobilbau.
AAA là công ty Đức đầu tiên chế tạo ô tô dẫn động bốn bánh.
Sản xuất ô tô kết thúc vào năm 1925 khi công ty phá sản.
Nhà máy sản xuất xe thương mại nổi tiếng này thường bị nhầm lẫn với Akkumulatorenfabrik AG, cũng được đặt tại 3 Askanischer Platz, Berlin, từ năm 1918 đến năm 1936. Xe điện có trọng tải từ 1,5 đến 2 tấn cũng được sản xuất với nhãn hiệu Afa của hãng, được sử dụng làm xe chở sữa và nhiều mục đích khác.

## Sản phẩm
Công ty đã từng sản xuất xe thùng và xe chuyển hàng trọn gói tải trọng 0,6 có thể lên đến 2 tấn. Những chiếc xe thương mại này được trang bị một động cơ điện 8,5 HP, được lắp đặt với khả năng có thể xoay với bánh sau do trong khung có lò xo.
Là một chiếc xe chở hàng, AAA có nắp ca-pô ngắn nhô lên ở một góc. Các bánh xe được bọc bằng cao su đặc và cấu trúc được sản xuất theo yêu cầu. Một số xe điện có kính chắn gió phía trước mở ở phía hành khách, và phía cabin mở.
Một chiếc xe thương mại khác do công ty sản xuất mang nhãn hiệu AGA.